# Brinson
Brinson je město v Decatur County, v Georgii, ve Spojených státech amerických. V roce 2011 žilo ve městě 216 obyvatel.

## Demografie
Podle sčítání lidí v roce 2000 žilo ve městě 225 obyvatel, 90 domácností a 63 rodin. V roce 2011 žilo ve městě 106 mužů (49,3%), a 110 žen (50,7%). Průměrný věk obyvatele je 46 let.